# Konstantin Jireček

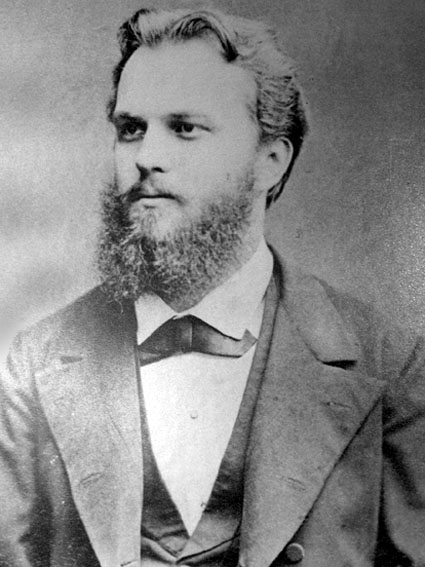
Konstantin Jireček

Konstantin Jireček (vollständiger Name Konstantin Josef Jireček) (* 24. Juni 1854 in Wien; † 10. Januar 1918 ebenda) war ein österreichischer Historiker und Slawist   tschechischen Ursprungs. Zeitweise war er auch bulgarischer Minister und Diplomat. Er war Begründer der böhmischen Balkanologie und Byzantinistik sowie von 1907 bis 1918 erster Vorstand des Instituts für Osteuropäische Geschichte der Universität Wien.

## Leben
Der Sohn des Historikers Josef Jireček und der Tochter von Pavel Jozef Šafárik setzte zum Teil das Werk seines Großvaters mütterlicherseits fort. Er war in Wien geboren und aufgewachsen, wo er das theresianische Gymnasium (1864–1872) besuchte. Schon als Schüler zeigte er großes Interesse an Fremdsprachen (Französisch, Serbokroatisch, Bulgarisch, Italienisch, Russisch, Englisch, Ungarisch, Türkisch, Griechisch).  1872 wurde er Student an der philosophischen Fakultät der Prager Universität. Dort studierte er Geschichte und moderne Philologie. Zu seinem Freundeskreis gehörten der französische Historiker Ernest Denis und die bulgarische Familie Pischurka. Im Jahre 1874 unternahm Jireček eine Studienreise nach Kroatien und Serbien und veröffentlichte mehrere Aufsätze über die Geschichte und die Landeskunde der slawischen Balkanländer. 1876 erschien sein erstes großes Buch – „Geschichte der Bulgaren“, das dem Zeitraum von der bulgarischen Staatsgründung bis zu der Unterwerfung unter die Osmanenherrschaft gewidmet war. Das Buch des 22 Jahre jungen Historikers erregte großes Aufsehen. Der Grund dafür war, dass sich in diesem Jahr das Interesse der europäischen Öffentlichkeit dem ausbrechenden bulgarischen Freiheitskampf (Aprilaufstand)  zuwandte, gleichzeitig aber in Europa über das bulgarische Volk nur wenig bekannt war. Für seine Dissertation über die Geschichte der Bulgaren wurde Jireček 1876 der Doktortitel in Philosophie verliehen. Im folgenden Jahr habilitierte er mit einer Arbeit über die Heerstraße zwischen Konstantinopel und Belgrad.
Nach der Beendigung des Russisch-Türkischen Krieges auf dem Balkan half er beim Aufbau der Verwaltung, des Schulwesens und der Wirtschaft im neu gegründeten Fürstentum Bulgarien.
1879 wurde er dort in die Regierung berufen und war von Mai bis Juli 1881 Außenminister, anschließend bis 1882 als Wissenschaftsminister tätig. 1884 erfolgt die Ernennung zum Direktor der Nationalbibliothek in Sofia. Während seines Aufenthaltes widmete er sich neben Regierungsgeschäften Forschungsarbeiten in Balkanologie und Byzantinistik. Die Ergebnisse veröffentlichte er in zahlreichen Studien und Monographien.
1884 bis 1893 lehrte er als ordentlicher Professor an der Karls-Universität in Prag, Danach wirkte er bis zu seinem Tod 1918 als Professor für slawische Philologie an der Slawistik der Universität Wien.
Nach ihm ist die Jireček-Linie benannt sowie die Konstantin-Jirecek-Medaille, die als Anerkennung für Leistungen der Südosteuropa-Forschung bzw. für die kulturellen Beziehungen zu Südosteuropa verliehen wird. Seit 2010 ist er überdies Namensgeber für den Jireček Point, einer Landspitze an der Nordostküste von Smith Island in der Antarktis.

## Schriften
Die meisten seiner Werke erschienen in deutscher Sprache. Seine Publikationen beschäftigten sich größtenteils mit der Geschichte der Völker auf dem Balkan.
- Dějiny bulharského národa, 1876, deutsch: Geschichte der Bulgaren. Prag 1876. (Nachdruck: Olms, Hildesheim / New York, NY 1977, ISBN 3-487-06408-1 / Textor, Frankfurt am Main 2008, ISBN 3-938402-11-3).
- Die altböhmischen Gedichte der Grünberger und Königinhofer. Handschrift im Urtexte und in deutscher Uebersetzung. Prag: Rivnac, 1879.
- Die Handelsstrassen und Bergwerke von Serbien und Bosnien während des Mittelalters: historisch-geographische Studien. Prag: Verlag der Königlich Böhmischen Gesellschaft der Wissenschaften, 1879
- Einige Bemerkungen über die Überreste der Petschenegen und Kumanen sowie über die Völkerschaften der sogenannten Gagauzi und Surguči im heutigen Bulgarien. Prag: Verlag der Königlich Böhmischen Gesellschaft der Wissenschaften, 1889.
- Die Heerstrasse von Belgrad nach Constantinopel und die Balkanpässe. Prag: Friedrich Tempsky, 1877.
- Das Fürstentum Bulgarien, seine Bodengestaltung, Natur, Bevölkerung, wirthschaftliche Zustände, geistige Cultur; mit 42 Abbildungen und einer Karte. Prag u. a.: Tempsky [u. a.], 1891; Leipzig: Freytag, 1891.
- Poselství republiky Dubrovnické k císařovně Kateřině v roce 1771. Prag, 1893.
- Das christliche Element in der topographischen Nomenclatur der Balkanländer. Wien: Gerold, 1897
- Staat und Gesellschaft im mittelalterlichen Serbien. Studien zur Kulturgeschichte des 13.–15. Jahrhunderts. Wien 1912 (Fotomechanischer Nachdruck Leipzig: Zentralantiquariat der DDR, 1974)
- Geschichte der Serben, 1911–18, unvollendet. Bd. 1: Bis 1371; Bd. 2: 1371–1537. Gotha: Perthes, o. J. (Nachdruck Amsterdam: Hakkert, 1967).